# هیلدا (مجموعه تلویزیونی)
هیلدا (به انگلیسی: Hilda) یک مجموعه تلویزیونی کمدی-درام فانتزی شهری متحرک انگلیسی-کانادایی-آمریکایی است که بر اساس مجموعه رمان های گرافیکی به همین نام ساخته لوک پیرسون ساخته شده است. این مجموعه که توسط Silvergate Media و Mercury Filmworks تولید شده است، ماجراهای هیلدا بی باک، دختری جوان مو آبی را دنبال می کند که همراه با گوزن خود ، به شهر ترولبرگ نقل مکان می کند ، جایی که حتی با خطرناک ترین هیولاها دوست می شود.
هیلدا (به انگلیسی: Hilida) یک مجموعه انیمیشن کانادایی-بریتانیایی است که بر اساس رمان‌هایی با همین نام توسط لوک پیرسون ساخته شده‌است. هیلدا داستان دختری با موهای آبی را روایت می‌کند که به همراه یک گوزن و خانواده‌اش به شهر عجیب ترولبرگ سفر می‌کنند و در آنجا به ماجراجویی می‌پردازند و حتی با هیولاها هم مواجه می‌شوند.